# Бегунчик двуточечный
Бегунчик двуточечный (лат. Bembidion bipunctatum) — вид жуков-жужелиц из подсемейства трехин. Распространён в Европе, Азии и Северной Африке. Обитают на песчаных берегах рек и озёр среди редкой растительности. Длина тела имаго 4—5 мм. Тело чёрное, довольно плоское; сверху бронзовое. Голова и переднеспинка в точках. На надкрыльях имеются тонкие сзади исчезающие точечные бороздки. Третий промежуток надкрылий с двумя, редко с тремя крупными вдавленными точками.